# Абдуллаев, Муслим Кайсарович
Мусли́м Кайса́рович Абдулла́ев (1982, Батаюрт, Хасавюртовский район, Дагестан — 24 декабря 2009, Москва, Россия) — российский тайский боксёр. Неоднократный чемпион РФ и обладатель Кубка России, чемпион Европы (2004), чемпион мира (2005) среди любителей. Мастер спорта России международного класса. Выступал в весовой категории до 81 кг.

## Биография
Родился в 1982 году в селе Батаюрт Хасавюртовского района Дагестана. По национальности — кумык.
Его личным тренером был Зайналбек Зайналбеков. Был представителем спортивного клуба «Скорпион» (Махачкала). По итогам 2005 года М. Абдуллаев был включён в десятку лучших спортсменов Дагестана по боевым искусствам.
Абдуллаев был женат.

## Смерть
24 декабря 2009 года Муслим Абдуллаев был убит в Москве. Его обнаружили тяжело раненым на территории учебно‑спортивного комбината «Наука» Московского авиационного института. Раны оказались не совместимыми с жизнью, и спортсмен умер до приезда машины «Скорой помощи». В Абдуллаева стреляли из обреза охотничьего ружья и из травматического пистолета. Кроме того, экспертиза показала, что спортсмену проломили череп. По версии следствия, убийцы подкрались сзади, ударили Абдуллаева тяжёлым предметом по голове, а затем начали в него стрелять.
В сентябре 2014 года в Москве были осуждены члены экстремистской организации «Боевая организация русских националистов» за убийства людей, в том числе и М. Абдуллаева.